# Big Four (auditoria)

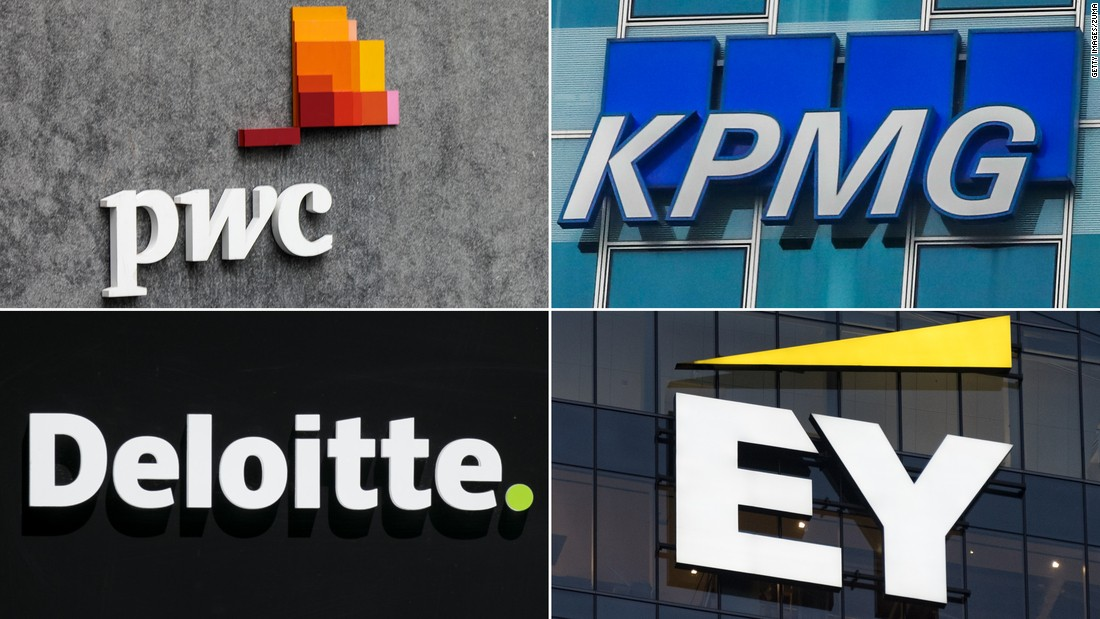

Big Four é a nomenclatura utilizada para se referir às quatro maiores empresas contábeis especializadas em auditoria e consultoria do mundo. Fazem parte deste seleto grupo as empresas EY, PwC, Deloitte e KPMG.

## Histórico
Essas empresas são líderes mundiais no setor, e receberam esse apelido devido a este fato. Seus funcionários e pessoas ligadas ao mercado se referem a estas empresas respectivamente como: Deloitte, Price, KPMG, Ernst ou pelas siglas DTT, PwC, KPMG e EY, respectivamente.
Este grupo tem se tornado cada vez mais restrito, com a realização de várias fusões (especialmente nos anos 1990, pois até 1989 elas eram conhecidas como Big Eight), e o encerramento das atividades de algumas empresas, como a en:Arthur Andersen - no midiático escândalo da Enron em 2001, onde foi acusada de complacência com as fraudes realizadas nessa empresa, sendo inocentada pela Suprema Corte dos Estados Unidos em 2005.
Quase metade dos investidores de empresas dizem que chegariam a deixar de investir, ou ao menos repensar o investimento em uma empresa, caso ela contratasse auditoria de uma firma não pertencente ao Big Four.

## Large Six
Atualmente, apesar do constante crescimento das quatro "grandes", há quem use o termo Large Six, que inclui as empresas Grant Thornton e BDO, no Brasil associada à RCS.
Embora estas duas últimas estejam presentes em mais de cem países e contem com dezenas de milhares de colaboradores, não se pode dizer que têm porte comparável ao das Big Four. As receitas somadas da BDO e da Grant Thornton (US$ 4,7 bilhões e US$ 3,5 bilhões, respectivamente) não chegam à metade das receitas da menor das Big Four, a KPMG (hoje a menor), que conta com faturamento anual de US$ 19,8 bilhões.
Em 2011 a KPMG adquiriu as operações da Trevisan no Brasil (empresa associada a bandeira BDO na época). No entanto, poucos meses funcionários demitiram-se por não concordarem com a metodologia da empresa. Muitos foram contratados pela BDO RCS. Em 2012 parte dos funcionários da então Grant Thornton Brasil passou para a BDO RCS tornando-a mais forte no país como a 5ª maior empresa de auditoria até então.
Uma curiosidade, é que em 2013, a Grant Thornton adquiriu a Directa Auditores (membro da PKF - 10ª colocada no ranking internacional) e a KPMG (apenas o segmento de outsourcing), o que garantiu a Grant Thornton a posição de 5ª maior empresa dentre as citadas acima em relação a faturamento, porém no Brasil a BDO ainda é a 5ª maior empresa quando comparamos Auditoria/Consultoria isolados do Outsourcing.